# Horst Stephan (Didaktiker)
Horst Stephan (* 1938 in Schlegel, Landkreis Glatz, Niederschlesien) ist ein Diplompädagoge und Didaktiker für Deutschunterricht.
Von 1967 bis 1970 studierte Stephan an der Pädagogischen Hochschule Münster, danach war er bis 1977 Lehrer. Daneben absolvierte er ein Diplomstudium an der Pädagogischen Hochschule Neuss. Von 1977 bis 1982 war er an der PH Neuss und der Pädagogischen Fakultät der RWTH Aachen tätig. 1981 promovierte er an der Universität Düsseldorf mit der Arbeit Entwicklung eines Theoriemodells des sozialwissenschaftlichen Unterrichts unter der Perspektive einer phänomenologisch-interaktionistischen Soziologie. Seit 1982 war er wieder im Schuldienst. Bekannt wurde Stephan durch seine Vertretungsstunden in der Sekundarstufe I, die 2005 in 7. Auflage erschien. Er veröffentlichte auch auf dem Gebiet der Religions- und Physikdidaktik und schreibt Beiträge für das Grofschoaftersch Häämtebärnla – Jahrbuch Kultur und Geschichte der Grafschaft Glatz.

## Werke (Auszug)
- Vertretungsstunden in der Grundschule. Klett 1988
- Vertretungsstunden in der Sekundarstufe I. Klett 1995
- Denk- und Konzentrationsaufgaben. Klett 1996
- Zeichen und Symbole – Sprache des Glaubens. Klett 1996
- Spielerische Sachaufgaben. Klett 1997
- Leben mit anderen. Klett 2002